# Mounir Kaddouri
Ne doit pas être confondu avec l'actuel maire de la ville de Laval, Stéphane Boyer.
Mounir Kaddouri, parfois connu par son pseudonyme web Maire de Laval, est un créateur de contenu et chroniqueur québécois. Spécialisé dans le contenu de culture populaire et d'enjeux sociaux, il est reconnu pour ses vidéos publiées sur la plateforme YouTube, son balado Faits divers, ainsi que son rôle de chroniqueur aux ondes de ICI Radio-Canada Première,. 

## Biographie
Mounir Kaddouri grandit dans une famille d'origine marocaine à Laval, au Québec. En 6ᵉ année de l'école primaire, celui-ci remporte un concours le menant à prononcer un discours devant la mairie de sa ville natale. Cette expérience l'a inspiré à adopter le pseudonyme de Maire de Laval sur les réseaux sociaux.  

En 2019, Kaddouri suit des études en communication et en philosophie à l'Université du Québec à Montréal. Parallèlement, il publie ses premières vidéos sur YouTube, là où il critique certains influenceurs web et politiciens. En deux mois, sa chaîne accumule 12 000 abonnés. Son style est caractérisé par une authenticité et une capacité à mener un freestyle narratif:   
Quand je l’ai écouté j’avais le même sentiment que quand j’écoutais les premiers disques d’Alaclair Ensemble. C’est du freestyle, un peu duct tape, les raccords et les influences paraissent, mais il y a une vérité dans comment c’est déclamé qui fait en sorte que c’est intéressant à entendre.  
Kaddouri publie près de 230 vidéos sur sa chaîne YouTube entre 2019 et 2022. Ceux-ci prennent un style généralement similaire, c'est-à-dire avec comme trame centrale un commentariat sur différents sujets relatifs à la « culture pop » et les enjeux sociaux, notamment les influenceurs québécois, la série Occupation double, ainsi que la politique québécoise, canadienne et internationale,. 
En 2019, Maire de Laval lance un concept de podcast intitulé Faits divers, où il aborde des enjeux de culture populaire sans montage. Dès le 10ᵉ épisode en 2021, il reçoit Alicia Moffet, la première invitée officielle du projet. Par la suite, le podcast adopte définitivement le format d'entretiens non édités avec des personnalités influentes du paysage social québécois.  
En 2022, il publie une série de quatre vidéos intitulée Assemblée, dans laquelle Kaddouri reçoit les chefs de quatre principaux partis politiques en lice pour les élections provinciales de 2023, soit Éric Duhaime, Paul Saint-Pierre-Plamondon, Gabriel Nadeau-Dubois et Dominique Anglade. Aux dires de l'influenceur, ces vidéos visaient à offrir une porte d'entrée aux personnes moins familières avec l'arène politique.  
En 2024, Kaddouri lance le podcast café snake avec Daphné B., où ils discutent de culture populaire, de l'univers médiatique et de politique. 